# PSV/FC Eindhoven in het seizoen 2014/15
Het seizoen 2014/2015 is het 3e jaar in het bestaan van de Eindhovense vrouwenvoetbalclub PSV/FC Eindhoven. De club kwam uit in de Women's BeNe League en heeft deelgenomen aan het toernooi om de KNVB beker.

## Wedstrijdstatistieken

### Women's BeNe League
|       | ADO Den Haag | AFC Ajax | RSC Anderlecht | Club Brugge | AA Gent | sc Heerenveen | Lierse SK | OH Leuven | PEC Zwolle | Standard Luik | Telstar | FC Twente |
| ----- | ------------ | -------- | -------------- | ----------- | ------- | ------------- | --------- | --------- | ---------- | ------------- | ------- | --------- |
| Thuis | 2 – 0        | 2 – 2    | 1 – 0          | 5 – 0       | 7 – 0   | 2 – 0         | 2 – 1     | 3 – 0     | 3 – 1      | 1 – 5         | 1 – 3   | 1 – 3     |
| Uit   | 2 – 2        | 2 – 1    | 3 – 2          | 1 – 1       | 0 – 1   | 2 – 3         | 2 – 1     | 0 – 2     | 1 – 0      | 2 – 0         | 3 – 3   | 4 – 0     |

### KNVB beker
| Achtste finale                            | SC Buitenveldert      | 1 – 4 (1 – 2) | PSV/FC Eindhoven                                                                         |  |
| Plaats: Huissen Stadion: De Blauwenburcht | 16' Frédérique Bonink |               | 18' Nadia Coolen 23' Daniëlle van de Donk 54' Sylke Calleeuw 68' Joyce Overkleeft (e.d.) |  |
| Kwartfinale                               | PSV/FC Eindhoven      | 0 – 2 (0 – 0) | FC Twente                                                                                |  |
| Plaats: Eindhoven Jan Louwers Stadion     |                       |               | 60' Ellen Jansen 62' Jill Roord                                                          |  |

## Statistieken PSV/FC Eindhoven 2014/2015

### Eindstand PSV/FC Eindhoven Vrouwen in de Women's BeNe League 2014 / 2015
| Stand | Gespeeld | Gewonnen | Gelijk | Verloren | Punten | Doelpunten voor | Doelpunten tegen | Gele kaarten | Rode kaarten |
| ----- | -------- | -------- | ------ | -------- | ------ | --------------- | ---------------- | ------------ | ------------ |
| 5e    | 24       | 11       | 4      | 9        | 37     | 46              | 37               | 19           | 3            |

### Topscorers
| #                    | Naam                 | Goal |
| -------------------- | -------------------- | ---- |
| 1.                   | Daniëlle van de Donk | 10   |
| 2.                   | Lisanne Vermeulen    | 9    |
| 3.                   | Ibtassam Bouharat    | 7    |
| 4.                   | Nadia Coolen         | 4    |
| 5.                   | Jeslynn Kuijpers     | 3    |
| 5.                   | Myrthe Moorrees      | 3    |
| 5.                   | Nadja Pfeiffer       | 3    |
| 6.                   | Maran van Erp        | 1    |
| 6.                   | Melissa Evers        | 1    |
| 6.                   | Michelle Hendriks    | 1    |
| 6.                   | Glenda van Lieshout  | 1    |
| 6.                   | Laura Strik          | 1    |
| 6.                   | Jette van Vlerken    | 1    |
| Onbekende doelpunten |                      |      |
| –                    | Onbekend             | 1    |
| Totaal               | Totaal               | 46   |

| #                | Naam                                | Goal |
| ---------------- | ----------------------------------- | ---- |
| 1.               | Sylke Calleeuw                      | 1    |
| 1.               | Nadia Coolen                        | 1    |
| 1.               | Daniëlle van de Donk                | 1    |
| Eigen doelpunten |                                     |      |
| 1.               | Joyce Overkleeft (SC Buitenveldert) | 1    |
| Totaal           | Totaal                              | 4    |

### Kaarten
| #      | Naam                 |    |
| ------ | -------------------- | -- |
| 1.     | Myrthe Moorrees      | 4  |
| 2.     | Ibtassam Bouharat    | 3  |
| 2.     | Michelle Hendriks    | 3  |
| 3.     | Laura Strik          | 2  |
| 3.     | Lisanne Vermeulen    | 2  |
| 4.     | Nadia Coolen         | 1  |
| 4.     | Daniëlle van de Donk | 1  |
| 4.     | Vera Egelmeers       | 1  |
| 4.     | Cornelia Peels       | 1  |
| 4.     | Nadja Pfeiffer       | 1  |
| Totaal | Totaal               | 19 |

| #      | Naam              |   |
| ------ | ----------------- | - |
| 1.     | Ibtassam Bouharat | 1 |
| 1.     | Myrthe Moorrees   | 1 |
| Totaal | Totaal            | 2 |

| #      | Naam              |   |
| ------ | ----------------- | - |
| 1.     | Jette van Vlerken | 1 |
| Totaal | Totaal            | 1 |